# Habronattus peckhami
Habronattus peckhami là một loài nhện trong họ Salticidae.
Loài này thuộc chi Habronattus. Habronattus peckhami được Richard C. Banks miêu tả năm 1921.

## Hình ảnh

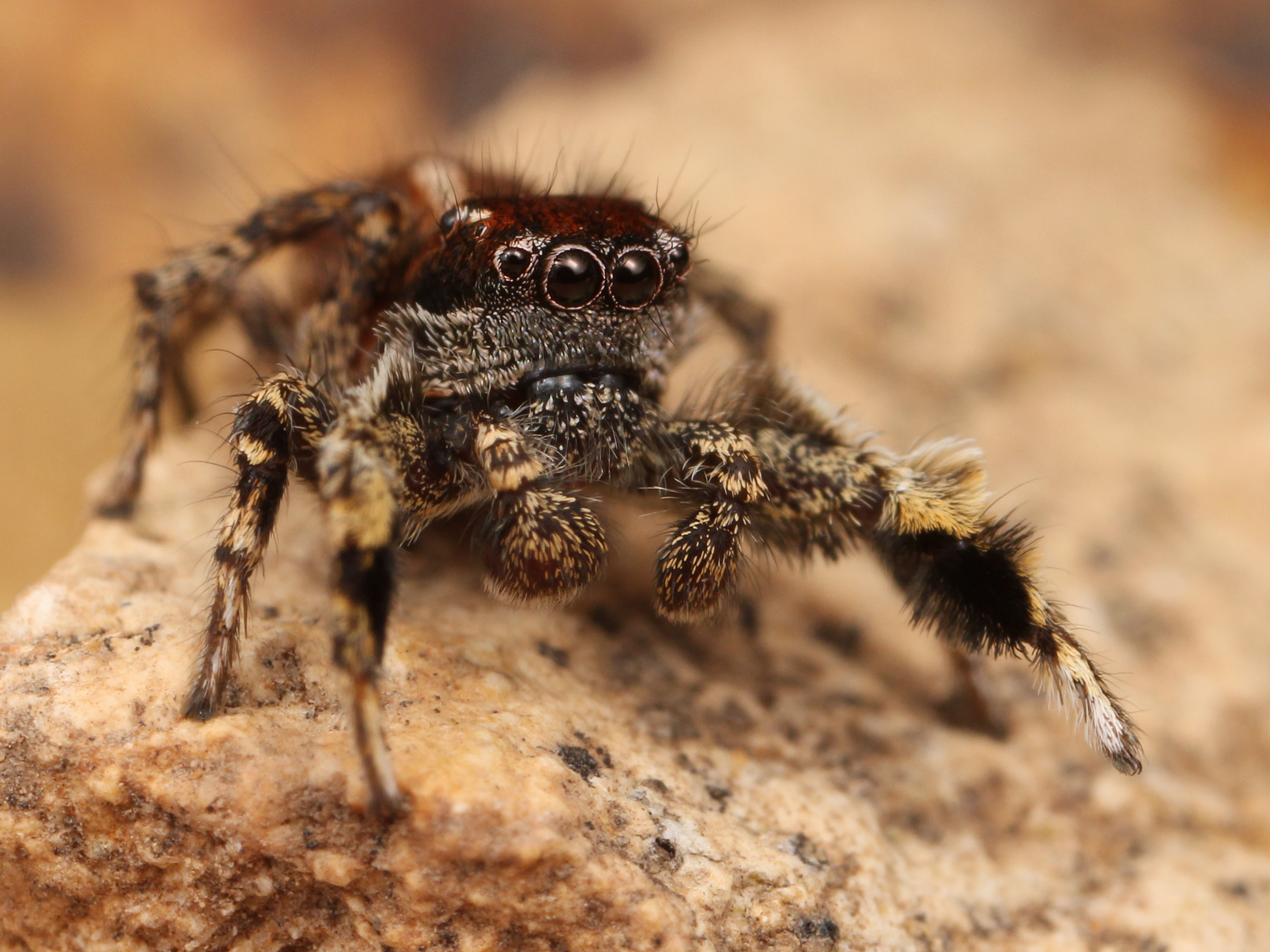
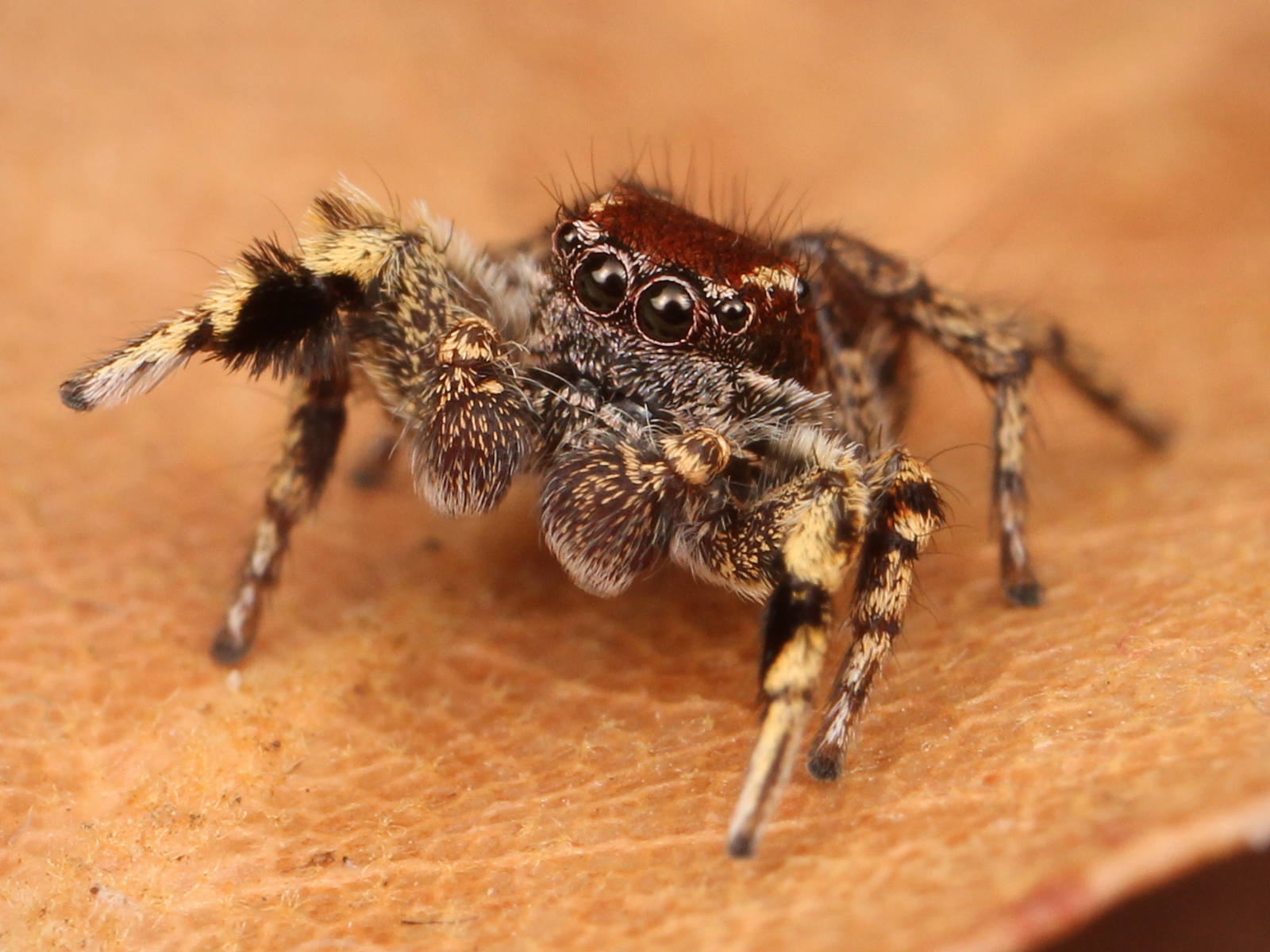
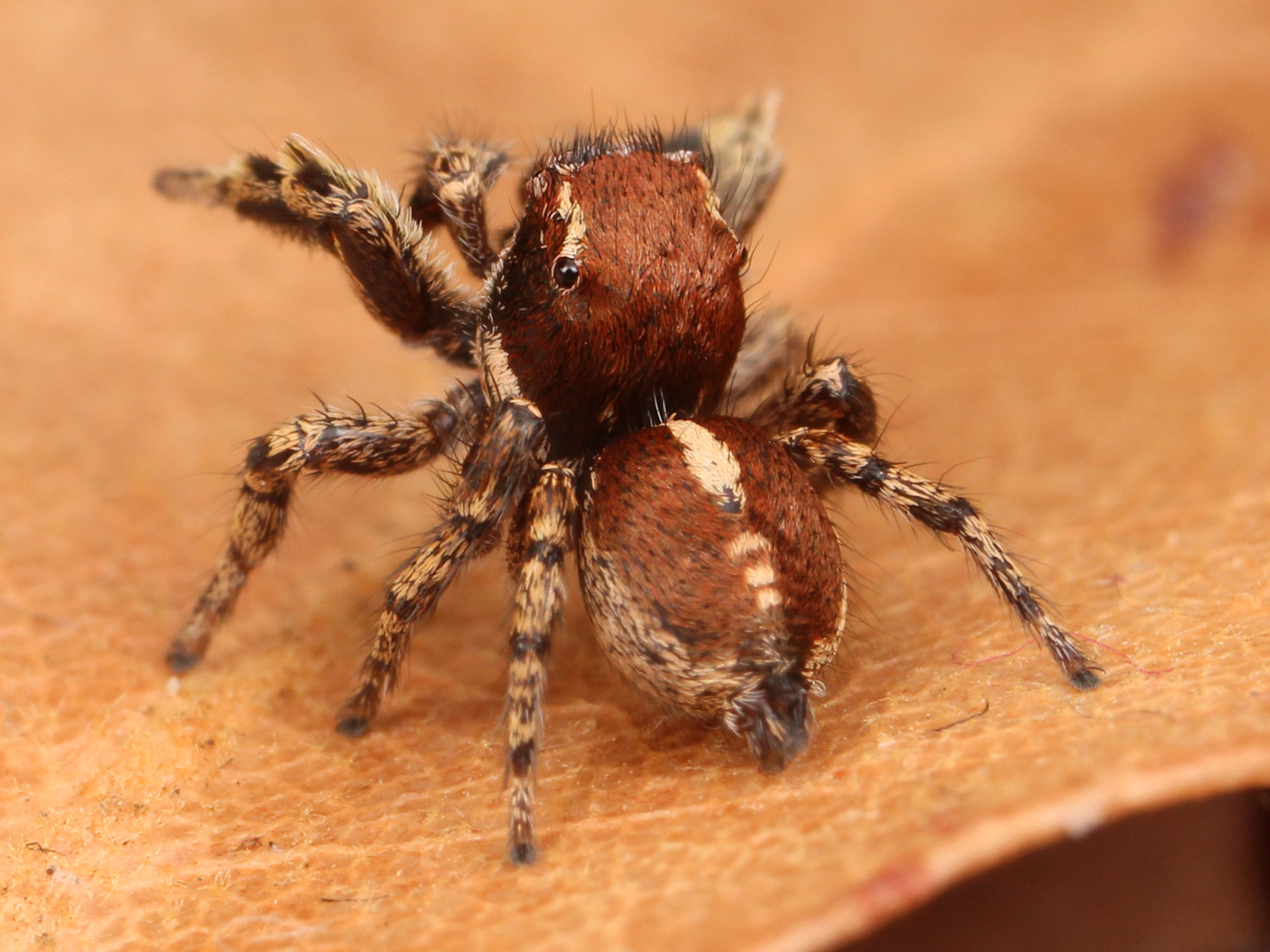
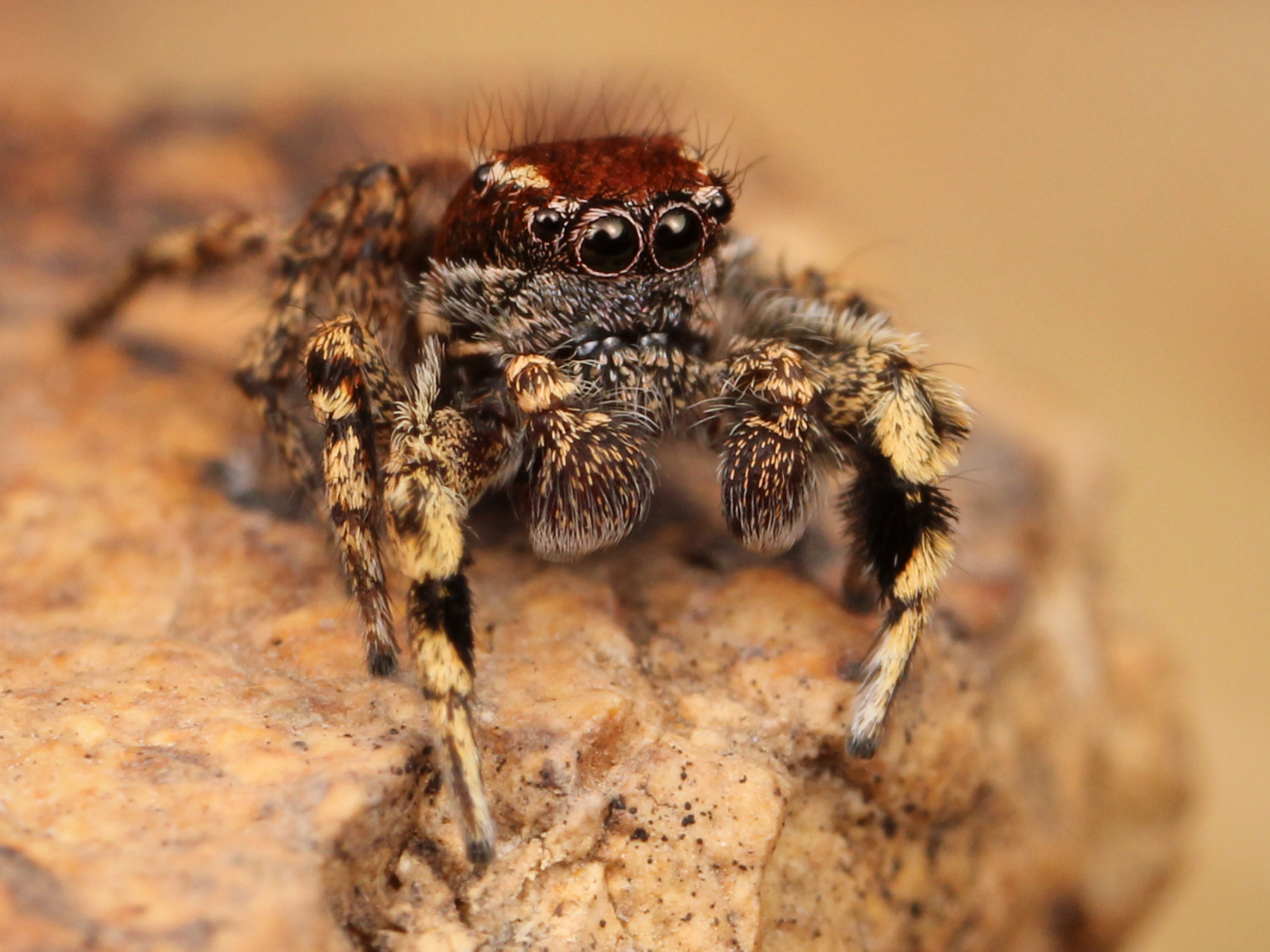